# Mauensee LU
| LU ist das Kürzel für den Kanton Luzern in der Schweiz. Es wird verwendet, um Verwechslungen mit anderen Einträgen des Namens Mauensee zu vermeiden. |

Mauensee ist eine politische Gemeinde im Wahlkreis Sursee des Kantons Luzern in der Schweiz.

## Geographie
Das Dorf liegt westlich von Sursee am Ostrand des Wauwilermooses. Zur Gemeinde gehört der Weiler Kaltbach (521 m ü. M.), der zwischen St. Erhard (Gemeinde Knutwil) und Wauwil, nördlich von Mauensee-Dorf liegt, sowie der Weiler Bognau (517 m ü. M.) im Osten, der mit Sursee zusammengewachsen ist. Innerhalb der Gemeinde liegt auch der Mauensee mit dem Schloss Mauensee.
Das Gemeindegebiet umfasst eine Fläche von 7,23 km², wovon 17,2 % bestockte Fläche (d. h. Wald und Gehölz) sind, 67,4 % landwirtschaftlich genutzt werden und 7,9 % als Siedlungsfläche dienen. Auf den See entfallen 6,5 % (Stand 2015/16).
Mauensee grenzt im Nordwesten an Dagmersellen, im Norden an Knutwil, im Nordosten an Sursee, im Südosten an Oberkirch, im Süden an Grosswangen, im Südwesten an Ettiswil und im Westen an Wauwil.

## Bevölkerung
| Bevölkerungsentwicklung | Bevölkerungsentwicklung |
| Jahr                    | Einwohner               |
| ----------------------- | ----------------------- |
| 1850                    | 632                     |
| 1860                    | 655                     |
| 1870                    | 562                     |
| 1880                    | 601                     |
| 1900                    | 608                     |
| 1930                    | 609                     |
| 1941                    | 649                     |
| 1950                    | 637                     |
| 1980                    | 550                     |
| 1990                    | 732                     |
| 2000                    | 958                     |
| 2004                    | 1086                    |
| 2014                    | 1213                    |
| 2022                    | 1545                    |

Bis 1860 stieg die Einwohnerzahl leicht an, im 19. Jahrhundert sank sie stark (1860–1870: − 14,2 %). Nach einem leichten Wachstumsschub bis 1880 folgen zwei Jahrzehnte Stagnation. Nach einem Auf und Ab zählte die Gemeinde 1930 gleich viele Einwohner wie zur Jahrhundertwende. Nach einem kleinen Zwischenhoch bis 1941 erfolgt ein Exodus bis zum historischen Tiefpunkt im Jahr 1980. Durch die schöne Lage nahe dem regionalen Zentrum und der Nähe zur Autobahn wächst die Einwohnerzahl seither ununterbrochen und stark. Sie hat sich in einem Vierteljahrhundert verdoppelt (1980–2004: + 97,5 %).

### Sprachen
Die Bevölkerung benutzt als Alltagssprache eine hochalemannische Mundart. Bei der letzten Volkszählung im Jahr 2000 gaben 96,14 % Deutsch und je 1,04 % Albanisch und Serbokroatisch als Hauptsprache an.

### Religionen – Konfessionen
Früher waren alle Bewohner Mitglied der römisch-katholischen Kirche. Heute sieht die religiöse Situation wie folgt aus: Es gibt 83,09 % römisch-katholische, 9,92 % evangelisch-reformierte und 0,42 % orthodoxe Christen. Daneben findet man 4,59 % Konfessionslose und 0,52 % Muslime (Stand 2000).

### Herkunft – Nationalität
Ende 2022 waren von den 1543 Einwohnern 1403 Schweizer und 140 (= 9,1 %) Ausländer. Die Einwohnerschaft bestand aus 90,9 % Schweizer Staatsbürgern. Ende 2022 stammten die ausländischen Einwohner aus Deutschland (44 Personen), Italien (20), dem Kosovo (11), Portugal (7) und Spanien (6). 28 Personen stammten aus dem übrigen Europa, und 24 waren aussereuropäischer Herkunft.

## Geschichte

Luftbild (1953)

Moginse ist im ältesten Verzeichnis des Klosters Engelberg aus den Jahren 1184/1190 aufgeführt. Der See gehörte teils den Freiherren von Grünenberg und teils den Freiherren von Aarburg. Die Truppen der Stadt Luzern zerstörten 1388 die Burg auf der Insel im Mauensee. Die Gegend fiel 1407 an Luzern. 1455 kaufte Luzern dann noch den aarburgischen und zofingischen Teil des Mauensees und machte so seine Herrschaftsansprüche noch mehr geltend. 1605 liess die Familie Pfyffer das heutige Schloss erbauen. Bis 1798 war der Ort Teil der Landvogtei Knutwil. Danach gehörte er zum Distrikt Sursee und seit 1803 zum Amt Sursee. Mauensee wurde erst 1818 durch Abtrennung von Knutwil eine eigenständige Gemeinde. Eine Fusion mit Nachbargemeinden ist derzeit nicht geplant, doch gehört es zum Regionalrat Sursee 2000+, in dem die Gemeinden rund um Sursee eine engere Zusammenarbeit unter den Mitgliedsgemeinden fördern.

## Politik

### Gemeinderat
Der Gemeinderat Mauensee besteht aus fünf Mitgliedern und ist wie folgt aufgestellt (Stand März 2024):
- Ruth Bättig, Gemeindepräsidentin, Ressort Präsidiales und Kultur
- Philipp Bachmann, Ressort Finanzen und Sicherheit
- Daniela Basile, Ressort Bau und Infrastruktur
- Mario Gsell, Ressort Bildung und Umwelt
- Priska Häfliger-Kunz, Ressort Soziales und Gesundheit

### Kantonsratswahlen
Bei den Kantonsratswahlen 2023 des Kantons Luzern betrugen die Wähleranteile in Mauensee: Mitte (mit GenMitte) 26,77 %, SVP 22,37 %, FDP 17,10 %, SP (mit JUSO) 11,97 %, Grüne (mit JG und GrüneKuG) 11,49 % und glp 10,31 %.

### Nationalratswahlen
Bei den Schweizer Parlamentswahlen 2023 betrugen die Wähleranteile in Mauensee: Mitte 30,0 %, SVP 22,7 %, FDP 15,0 %, SP 13,7 %, Grüne 8,2 %, glp 6,8 %, übrige 3,5 %.

## Verkehr
Mauensee ist durch die Buslinie Sursee–Willisau ans Netz des öffentlichen Verkehrs angeschlossen. An beiden Endpunkten bestehen Bahnlinien. Willisau liegt an der Linie Luzern-Langenthal und Sursee an der Bahnstrecke Olten–Luzern. Durch Mauensee führt die wichtige Strasse von Sursee nach Willisau. Der nächste Autobahnanschluss Sursee an der A2 ist 5 km entfernt.

## Besitzverhältnisse Schloss Mauensee

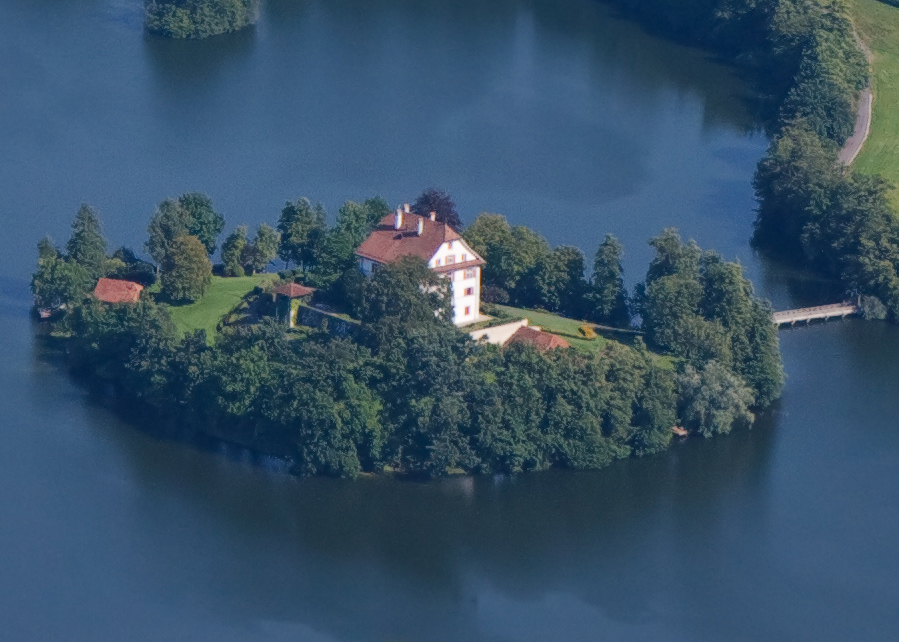
Schloss Mauensee, seit 1998 im Besitz des Kunstsammlers Uli Sigg

- 1275 Schloss und Herrschaft Mauensee gehörten je zur Hälfte den Grafen von Habsburg und Freiherren von Grünenberg
- 1388 Nach dem Sempacherkrieg zerstörten die Eidgenossen die Burg auf der Insel
- 1455 Luzern wird Eigentümerin der Herrschaft
- 1457 Mauensee geht an die Surseer Schultheissenfamilie Schnyder von Wartensee und danach an die Luzerner Ratsfamilie Pfyffer von Altishofen
- 1605 Kaspar Pfyffer lässt das heutige Schloss durch seinen Schwiegersohn Schnyder errichten
- 1657 gehörte es der Luzerner Patrizierfamilie Cloos, der bedeutendsten Trägerin der Herrschaft im 17. Jahrhundert
- 1721 verkauften die Cloos die Herrschaft Mauensee an den Grafen Rudolf Riva
- 1807 Mauensee gehörte für kurze Zeit wieder den Pfyffer von Altishofen
- 1811 gelangte Mauensee an die Zofinger Familie Eggstein, welche Kapelle, Ecktürme und Umfassungsmauer abreissen liess
- 1846 erwarb Jost Bernhard Segesser von Brunegg (1814–1880) Mauensee von Rosine Eggstein geb. Hunkeler
- 1875 Von den Segesser von Brunegg kam Mauensee in den Besitz von Auguste de Pourtalès von Neuenburg
- 1942 Mit Karl von Schumacher, dem Gründer der Wochenzeitung Die Weltwoche, war wiederum eine Luzerner Patrizierfamilie Besitzerin
- 1957 Nach dem Tod von Kurt lebte sein Bruder Pierre von Schumacher auf dem Schloss
- 1964 Schloss Mauensee verbleibt im Besitz von dessen Witwe
- 1995 erbten es die Schwestern Denyse von Streng-de Wolff und Alix Schnyder von Wartensee-de Wolff
- 1998 kaufte und renovierte es die Industriellenfamilie Sigg